# Raymond Salles
Raymond Salles (francès: Raymond Julien Salles)  (20è districte de París, 18 de juliol de 1920 - Créteil, 15 de juny de 1996) fou un remer francès que va competir durant la dècada de 1950.
El 1952 va prendre part en els Jocs Olímpics d'Estiu de Hèlsinki, on guanyà la medalla d'or en la prova del dos amb timoner del programa de rem. Formà equip amb Gaston Mercier i Bernard Malivoire.
En el seu palmarès també destaca una medalla d'or als Jocs del Mediterrani de 1955.